# Luther von Braunschweig
 (conosciuto anche col nome di Lothar; 1275 circa – 18 aprile 1335) è stato il diciottesimo Gran maestro dell'Ordine teutonico dal 1331 fino alla sua morte.

## Biografia
Luther nacque da Alberto I di Brunswick-Lüneburg, e da Alessia, figlia del vassallo italiano, Bonifacio del Monferrato. Membro della Casa dei Guelfi, egli essendo il figlio minore della coppia, venne designato ad entrare nell'ordine militare.
Nel 1300 aderì all'Ordine Teutonico e la sua carriera ebbe inizio con la castellania del Castello di Christburg.
Nel 1308 divenne Komtur di Gollub, un anno dopo divenne Komtur di Christburg e nel 1313 Komtur del Castello di Marienburg.
Nel 1314 divenne Gran Araldo e Komtur di Christburg, fondando numerose città a sud della città e colonizzando la regione della Prussia.
Luther divenne Gran Maestro durante la guerra con il Regno di Polonia, dopo la morte del Gran Maestro Werner von Orseln il 17 febbraio 1331.
Luther continuò la conquista di Kuyavia e ordinò a Dietrich von Altenburg di invadere la Grande Polonia; durante l'invasione, i cavalieri teutonici raggiunsero Kalisz (Kalisch), distruggendo l'intera regione.
La Battaglia di Plowce del 1331 non fermò l'ordine da altre invasioni. Nel maggio del 1332, l'armata dei crociati catturò Brześć Kujawski e Inowrocław e creò nuove komtur in Kuyavia.
Malgrado la guerra, Luther tentò di evitare altre questioni militari.
Egli si dedicò prevalentemente alla riforma della vita religiosa dell'ordine, come del resto si impegnò nella letteratura scrivendo poesie e opere teologiche.
Luther fece costruire il Castello di Marienburg, facendolo divenire una degna residenza per un monarca più che un monastero. Luther ridisegnò la Cappella di Sant'Anna e vi costruì nella cripta un mausoleo per accogliere le spoglie dei Gran Maestri.
Luther morì a Stuhm il 18 aprile 1335 e venne sepolto nella Cattedrale di Königsberg.

## Ascendenza
|                                 |                             |                            | Genitori                 |  |  | Nonni |  |  | Bisnonni                |  |  | Trisnonni       |  |
|                                 |                             |                            |                          |  |  |       |  |  | Guglielmo di Winchester |  |  | Enrico il Leone |  |
|                                 |                             |                            |                          |  |  |       |  |  | Guglielmo di Winchester |  |  | Enrico il Leone |  |
|                                 |                             | Matilde d'Inghilterra      |                          |  |  |       |  |  | Guglielmo di Winchester |  |  |                 |  |
| Ottone I di Brunswick-Lüneburg  |                             |                            |                          |  |  |       |  |  | Guglielmo di Winchester |  |  |                 |  |
|                                 |                             | Elena di Danimarca         | Valdemaro I di Danimarca |  |  |       |  |  |                         |  |  |                 |  |
|                                 |                             | Elena di Danimarca         | Valdemaro I di Danimarca |  |  |       |  |  |                         |  |  |                 |  |
|                                 |                             | Elena di Danimarca         | Sofia di Minsk           |  |  |       |  |  |                         |  |  |                 |  |
| Alberto I di Brunswick-Lüneburg |                             | Elena di Danimarca         |                          |  |  |       |  |  |                         |  |  |                 |  |
|                                 |                             | Alberto II di Brandeburgo  | Ottone I di Brandeburgo  |  |  |       |  |  |                         |  |  |                 |  |
|                                 |                             | Alberto II di Brandeburgo  | Ottone I di Brandeburgo  |  |  |       |  |  |                         |  |  |                 |  |
|                                 |                             | Alberto II di Brandeburgo  | Giuditta di Polonia      |  |  |       |  |  |                         |  |  |                 |  |
| Matilda del Brandeburgo         |                             | Alberto II di Brandeburgo  |                          |  |  |       |  |  |                         |  |  |                 |  |
|                                 |                             | Matilda di Lusazia         | Corrado II di Lusazia    |  |  |       |  |  |                         |  |  |                 |  |
|                                 |                             | Matilda di Lusazia         | Corrado II di Lusazia    |  |  |       |  |  |                         |  |  |                 |  |
|                                 |                             | Matilda di Lusazia         | Elzbieta di Polonia      |  |  |       |  |  |                         |  |  |                 |  |
| Luther von Braunschweig         |                             | Matilda di Lusazia         |                          |  |  |       |  |  |                         |  |  |                 |  |
|                                 | Guglielmo VI del Monferrato | Bonifacio I del Monferrato |                          |  |  |       |  |  |                         |  |  |                 |  |
|                                 | Guglielmo VI del Monferrato | Bonifacio I del Monferrato |                          |  |  |       |  |  |                         |  |  |                 |  |
|                                 | Guglielmo VI del Monferrato | Elena di Busca             |                          |  |  |       |  |  |                         |  |  |                 |  |
| Bonifacio II degli Aleramici    | Guglielmo VI del Monferrato |                            |                          |  |  |       |  |  |                         |  |  |                 |  |
|                                 |                             | Berta di Clavesana         | Bonifacio di Clavesana   |  |  |       |  |  |                         |  |  |                 |  |
|                                 |                             | Berta di Clavesana         | Bonifacio di Clavesana   |  |  |       |  |  |                         |  |  |                 |  |
|                                 |                             | Berta di Clavesana         | …                        |  |  |       |  |  |                         |  |  |                 |  |
| Alessia del Monferrato          |                             | Berta di Clavesana         |                          |  |  |       |  |  |                         |  |  |                 |  |
|                                 |                             | Amedeo IV di Savoia        | Tommaso I di Savoia      |  |  |       |  |  |                         |  |  |                 |  |
|                                 |                             | Amedeo IV di Savoia        | Tommaso I di Savoia      |  |  |       |  |  |                         |  |  |                 |  |
|                                 |                             | Amedeo IV di Savoia        | Margherita di Ginevra    |  |  |       |  |  |                         |  |  |                 |  |
| Margherita di Savoia            |                             | Amedeo IV di Savoia        |                          |  |  |       |  |  |                         |  |  |                 |  |
|                                 |                             | Margherita di Borgogna     | Ugo III di Borgogna      |  |  |       |  |  |                         |  |  |                 |  |
|                                 |                             | Margherita di Borgogna     | Ugo III di Borgogna      |  |  |       |  |  |                         |  |  |                 |  |
|                                 |                             | Margherita di Borgogna     | Beatrice d'Albon         |  |  |       |  |  |                         |  |  |                 |  |
|                                 |                             | Margherita di Borgogna     |                          |  |  |       |  |  |                         |  |  |                 |  |